# 露熊山峡
露熊山峡（つゆくまさんきょう）は、秋田県北秋田市にある渓谷である。1952年(昭和27年)5月の第一回秋田県観光三十景(有効投票約百九十五万票)の第11位にランクされている。また、1975年(昭和50年)2月に、秋田県の自然環境保全地域に指定されている。

## 概要

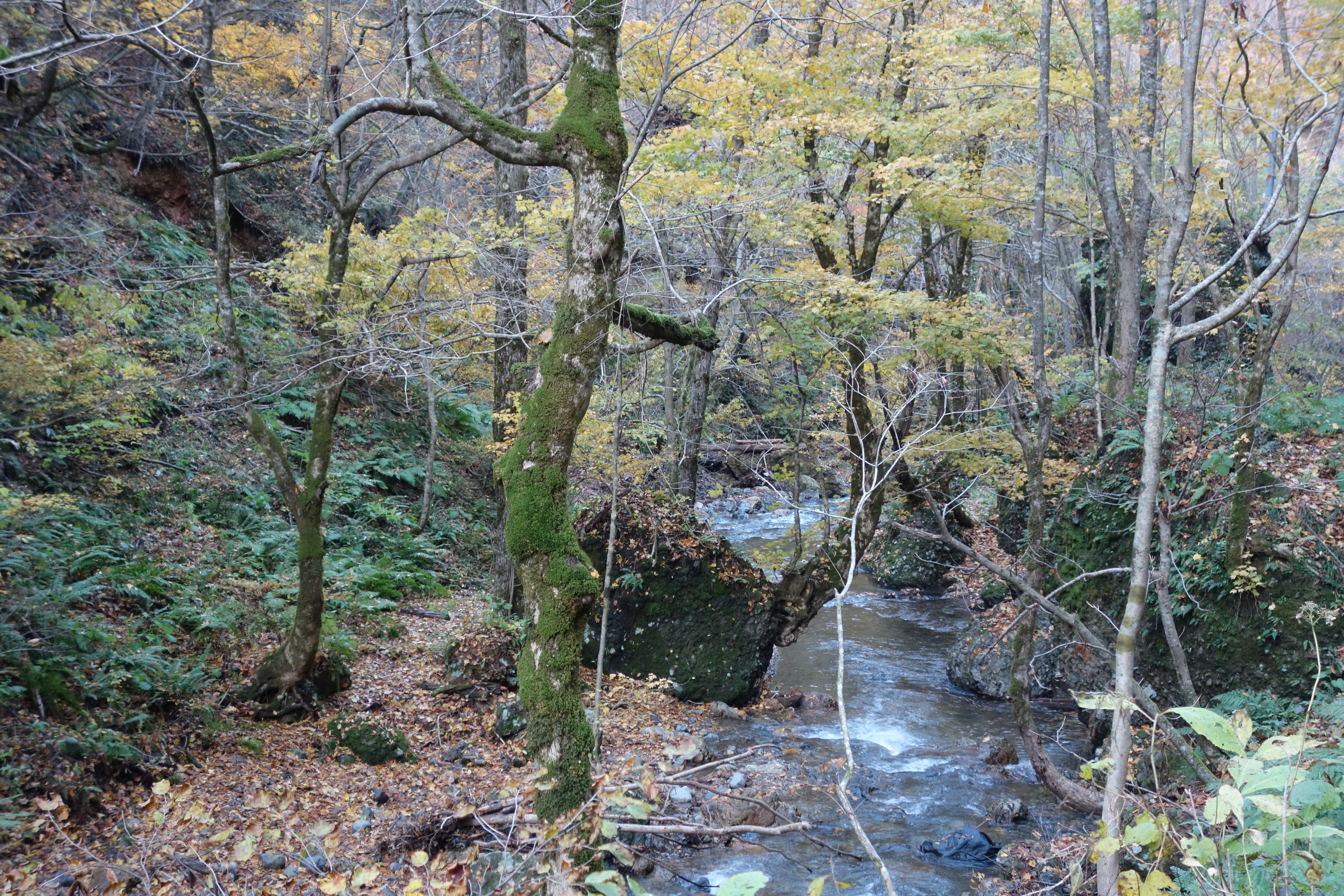
露熊山峡

露熊山峡は秋田県北秋田市阿仁荒瀬から西方に移動し、阿仁川を渡り沢沿いに林道を移動し、途中の露熊七面山を過ぎてから廃村になった露熊集落跡までの渓谷である。露熊七面山を少し過ぎた所からは西方に伝説が残る、マタギ岩をのぞむことができる。また、トンネル状に掘られたモッケ岩もある。
この近辺は景勝地になっており、かつては沢山の観光客が来訪していた。1970年露熊集落は廃村になり、露熊七面山も規模が縮小されている。

## 伝説
このあたりは、昔から熊が沢山住んでいたので強熊(つよくま)と呼ばれていた。ここに住み着いた者は落ち武者だと言われ、山で狩りをしてなりわいをたてていた。ある冬のこと、一人の猟師が犬を連れて狩りに出かけた。猟師が犬と山を登っていると、大きな熊が襲いかかってきた。猟師は山頂まで熊を追い詰めたが、逃げ場を失った熊は千尋の谷に落ちてしまった。日が暮れると吹雪が猛り狂い、猟師は犬とともに雪の中に立ち往生して、その身は果て石になった。石は猟師が犬を連れて立っている様に見え、この岩を土地の人は「またぎ岩」と呼んだ。
このまたぎ岩がある山は居士岳(こじがたけ)と言い、『阿仁発達史』によれば、磐司万三郎という人で、山形の立石寺に仮住まいしたあと、荒瀬にやって来たのちに、またぎの総元締めになったとも言われている。
またぎ岩は居士岳または津軽石とも言われる。磐司万三郎が荒瀬に来たという記録は立石寺にもあり、立石寺から荒瀬の耕田寺に照会が来たことがあった。黒甜瑣語（こくてんさご）には次のような物語が記載されている。「柳々州が五嶺諸山記に記されたはじめは、小さな蟻塚のようなものがあるだけだと訪れる人も少なかった。柳子がひとたびそこに至ってからは実にzh:雁蕩山と競い合うほどの景勝地になった。僻地の峡谷でも徠翁が来てから一つの木や半分の石が価値を増した例がある。我が藩の七座山の風景もまた、本朝にまれな名勝だが、風雅人から記述されることが乏しく、その名は遠くには伝わらない。山水の遇不遇もまるで人間のようだ。阿仁荒瀬村の奥に不来山（ふずがたけ）という荒々しい石山がある。人里から遠く離れているので世に知られなかったけれども、峨嵋山や蒼山などの名に聞こえる地もかくやと思わせるほどだ。ここに風雅な人が尋ねて文学作品を作ったなら、必ず深奥の中に山霊が笑う様子を観察できるだろう。ここに猟夫（またぎ）石というのがあった。むかし一人の猟夫が熊を見つけて追い掛けこの山に入り込んでかえって来なかった。それは石に化して、そっくりな人像を削って作ったような石がそれで、不来の石という名がついている。ある歌枕の言に「狩人の　分け入るままに来ずが嶽　問うと岩ほ（いわを）の　こたえやはする」というものがある」。
この地区の東方に鴻池善右衛門という商人が自身が発見した萱草鉱山の場所に、身延山から七面様を勧請した萱草七面山という宗教施設がある。神体は女龍である。その後、萱草と露熊の間を夜な夜な大きな風雨を伴って山や岩を崩し火災をまいて通るものがあり、男龍の仕業だという噂が拡がった。そのため、露熊七面山として男龍を祀ったところ、山は静まり、やがて露熊炭鉱が開かれたという。
露熊集落の中村氏の家伝によれば、露熊集落の祖は三四郞で、1524年(大永4年)に吉田村から沢に入って炭焼きとして小屋を作り、狩猟を副業としていた。そこに久保田から中島三右衛門四郎という士族が流れて来て、三四郞の小屋に宿を取って熊狩りをしていた。あるとき「シバリ」に熊が来てその熊を中島三右衛門四郎は7日間追ったが捕まえる事はできなかった。中島は三四郞の所に行き「今日は熊を捕るか捕らぬか、自分も帰るか帰らないか不明だ。もし帰らない時は後生に名を残すように貴様に苗字と名をくれてやるから先祖として祀ってくれ」と言った。彼は、その晩も帰らず行方不明となった。その後、岩石の頂上に登り下山する事ができず凍死したという。その後三四郞は苗字を受け継ぎ中島三四郞と名乗った。またぎ岩はその猟師がそのまま化石になったもので、近年風化により形が変わっているという。
能代市常磐沢の奥の、大柄の与作またぎが間違って家に巻物を忘れて、巻物を処分され、連れの犬と共にマタギ岩になったとする民話もある。

## 菅江真澄の記録
菅江真澄は随筆、ふでのまにまにで露熊山峡のことを記録している。
阿仁荘に露隈山という岩山がある。春秋はことに面白い山であるが、滝があったり、川の流れがあればさらにはっとするような場所だろう。ただ細い谷川の水が草に隠れて流れ、音さえ聞こえない。昔、マタギが犬を連れて白熊を追っていたが、熊は神だったのだろうか、空を飛んで行方が知れなくなり、マタギと犬は息絶えて死んだ。それが立ちながらにして石になったという。(中略)この山には笠をかぶったマタギの姿をしている岩が立っている。戈鐇(ほこたつぎ)や世多(セタ 狩猟犬のマタギ言葉)もあったが、今は砕けたということである。白熊を露熊というのは山の名前に負っている。この文章の後に、露熊山の奥に仏形岩が2・3柱あり、その奥に伏影という村があるとかいているが、場所を誤っている可能性が高い。

## 露熊節
露熊はなんしえ　でとはしばりで　奥は都　おいでやあい　奥は都　そりゃそんでこわえ
奥は都なんしえ　こうじん様とて　よいでやえ様もある　おいでやあい　よいでやえ様もある　そりゃそんでこわえ
岩もあるでなんしえ　三枚橋とて橋もある　ししばな石とて石もある　そりゃそんでこわえ

## 露熊山峡の再整備
巨岩や奇岩がそびえる景勝地・露熊山峡を再整備しようと、住民団体「荒瀬かだまり」（佐々木修会長）が地域活性化のプロジェクトを展開している。隣接する阿仁荒瀬地区などの住民にとって「天然の遊び場」だった山峡は現在、倒木などで人を寄せ付けない。佐々木会長は「住民の手で復活させたい」と意気込み、賛同を呼び掛けている。露熊山峡は高さ数10mの切り立った斜面やゴツゴツした奇岩が点在。広葉樹の紅葉が美しい景勝地として名高い。昔は霊場やコイの養殖・販売所もあり周辺集落からの往来が盛んだったという。佐々木会長らも子ども時代に登山やキャンプ、貝などの化石採取をして遊んだ。大人も山菜採りに興じたという。50年ほど前に集落がなくなり、慣れ親しんだ遊び場は次第に荒れた。現在は山峡に通じる道路が一部崩れ、倒木で車両通行が困難な状態。佐々木会長が「大自然が織りなす景観を楽しんでもらい、新たなパワースポットとして開拓、復活させたい」と旧・荒瀬小学校の同級生、OBに呼び掛けて「荒瀬かだまり」を結成。本年度(2020年)に「露熊プロジェクト」と称する活動を始めた。活動は当面9月末まで倒木の撤去や道路の草刈り、手すりや案内看板の設置、展望スペースの確保を行う予定。市の市民提案型まちづくり事業に採択され、補助金の交付決定を受けた。プロジェクトのホームページで活動の様子を紹介し賛同を呼び掛けていく。

## ギャラリー

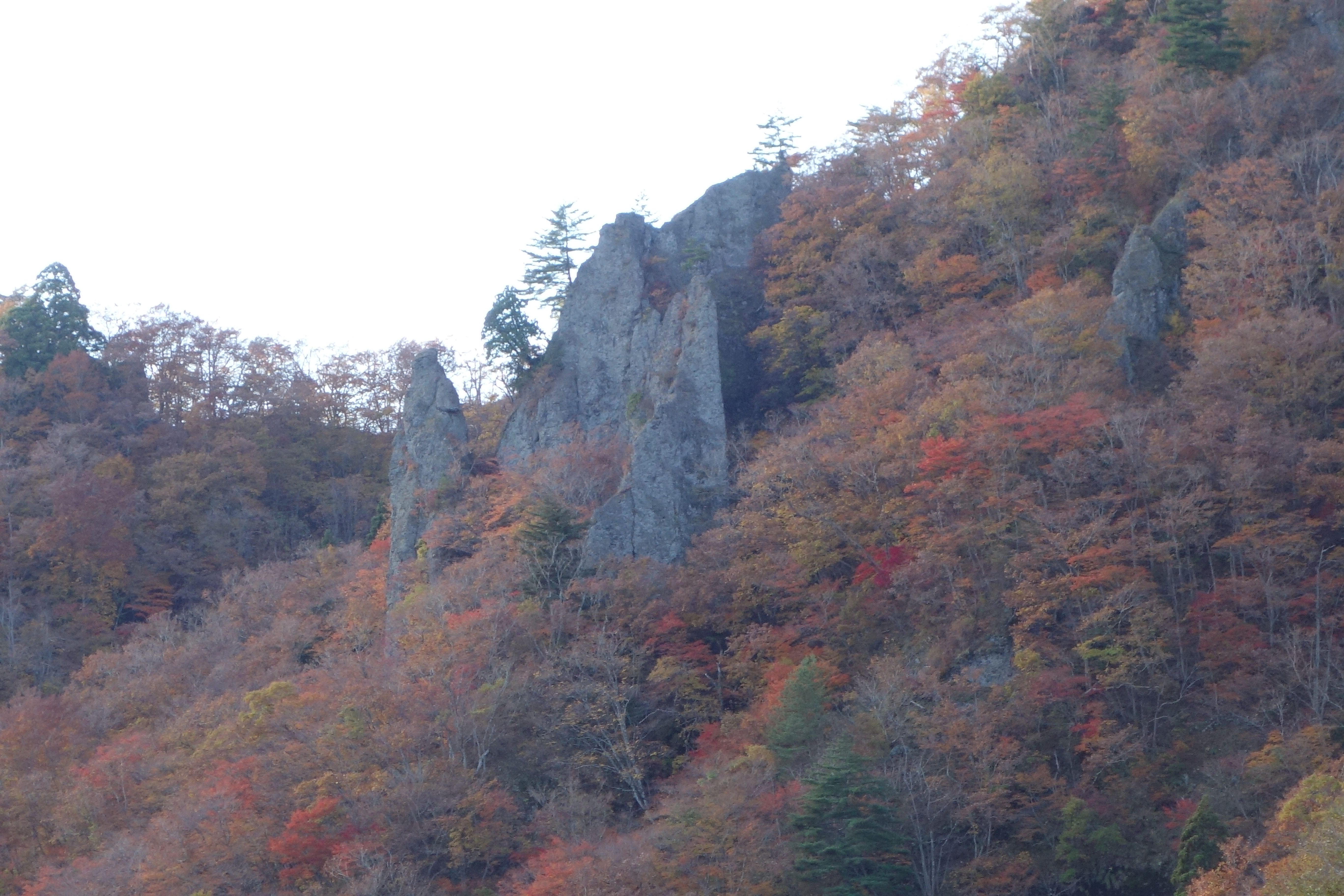
伝説が語られるマタギ岩
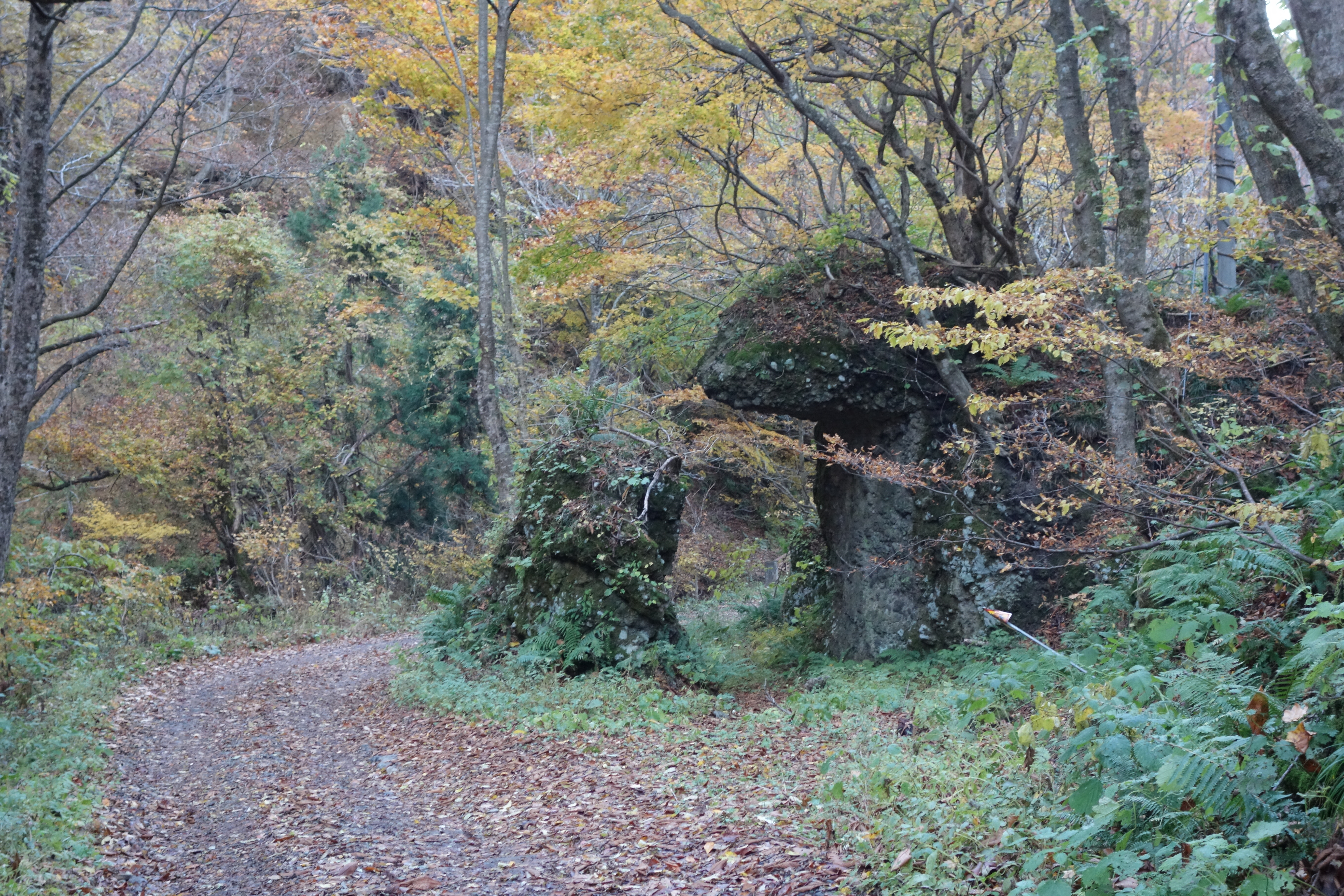
トンネル状の岩が残りカエルに似ているとされるモッケ岩
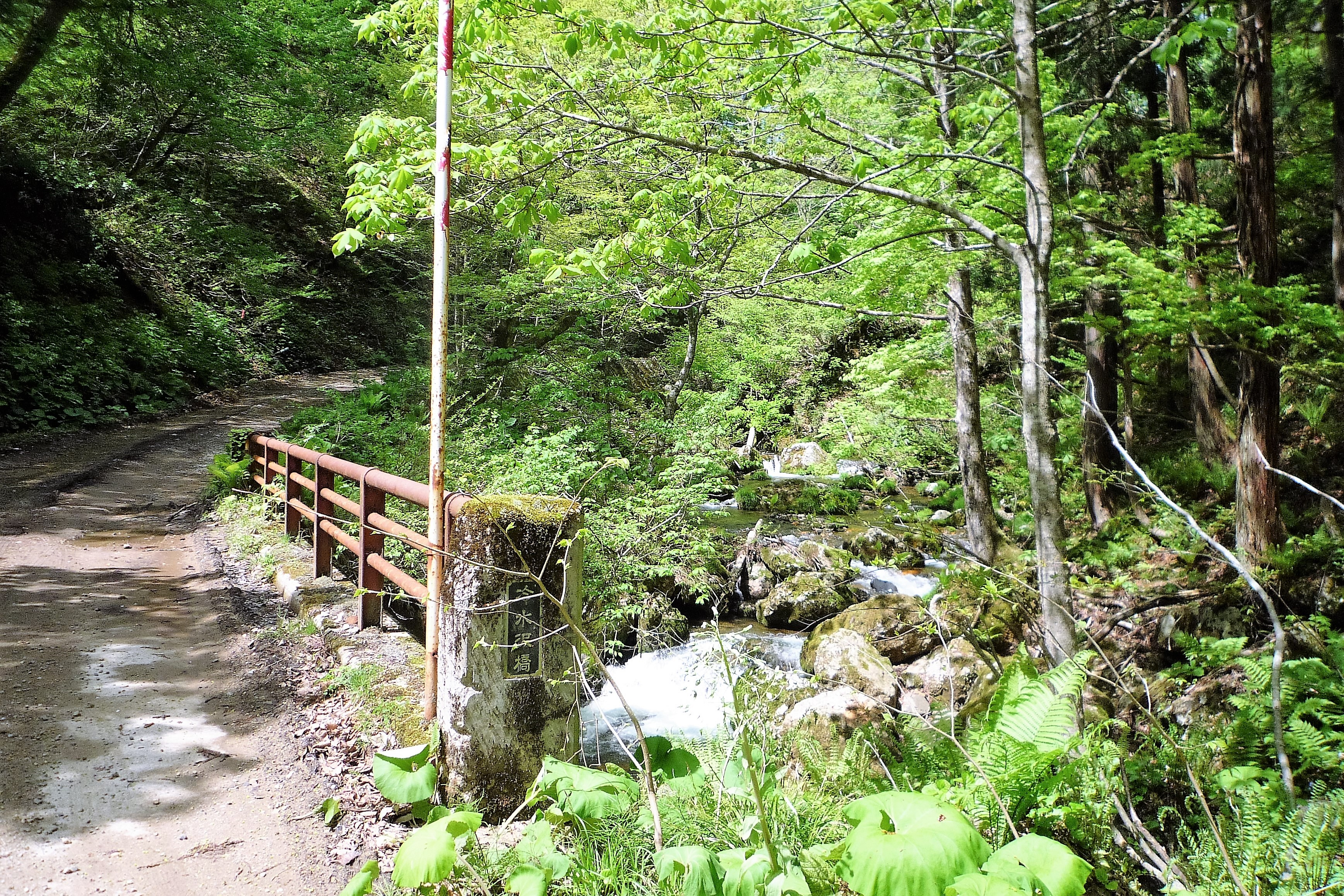
冷水沢橋
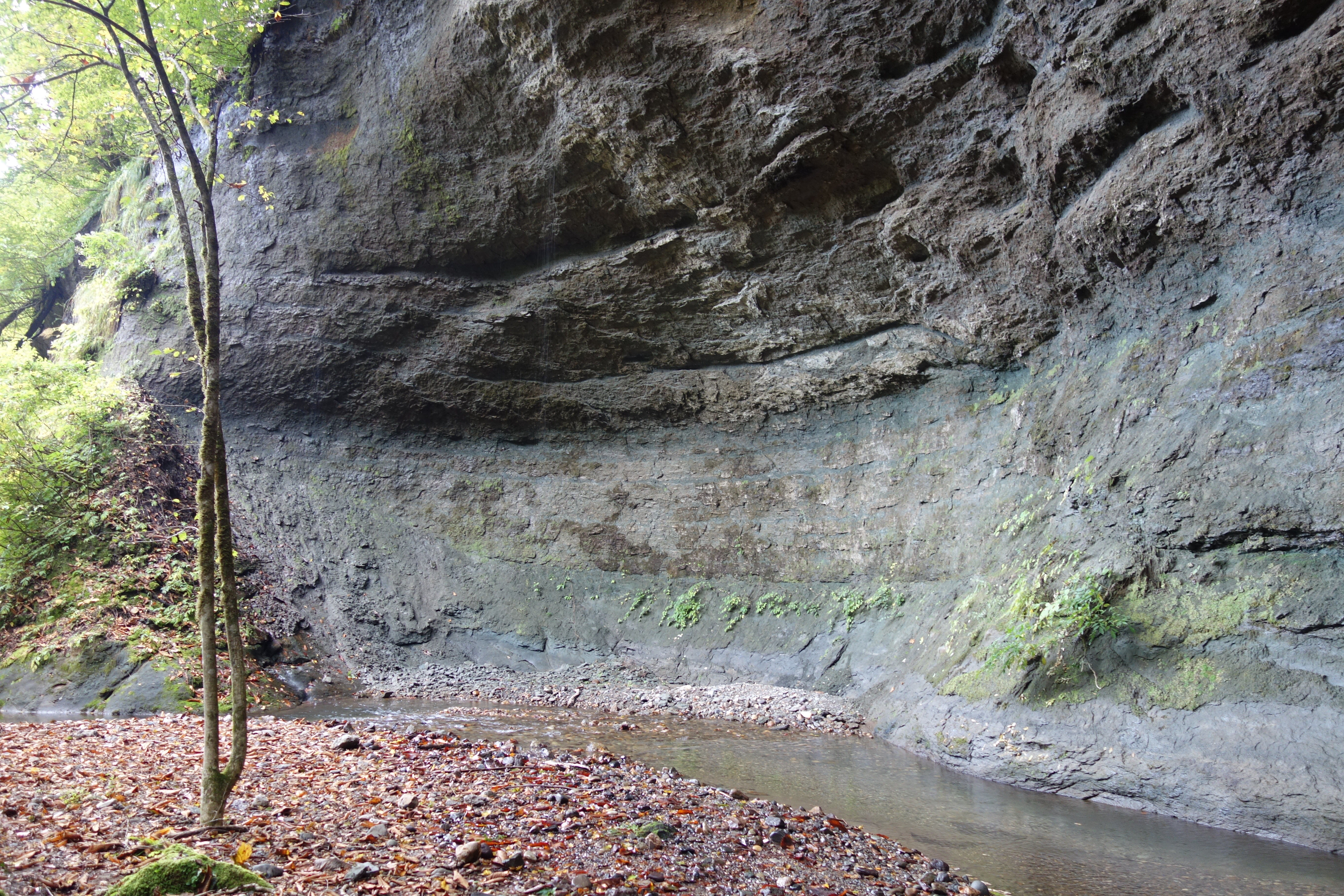
ナベ岩 貝の化石がある